# Tratado de Barcelona (1455)
El tratado de Barcelona de 1455 fue un convenio entre el rey Juan Sin Fe y Gastón IV de Foix, acordando la sucesión al trono del Reino de Navarra. Fue firmado en Barcelona el 3 de diciembre de 1455.

## Historia
Con este tratado, Juan II de Aragón intentó acordar la sucesión al trono de Navarra, que desde 1441, con la muerte de Blanca I de Navarra enfrentaba a Juan y a su hijo Carlos de Viana  Juan nombró a Carlos lugarteniente, pero para Carlos eso no era suficiente. Apoyado por un grupo de nobles, los beaumonteses y un gran grupo de catalanes que aspiraban a una mayor independencia, Carlos se levantó en armas contra su padre en 1450. Juan derrotó a su hijo en la batalla de Oibar el 1451,  donde le hizo prisionero, pero tras la muerte de Juan II de Castilla el 22 de julio de 1454 empezó de nuevo la guerra entre padre e hijo.

## Tratado
El 3 de diciembre de 1455 Juan II de Aragón firmó en Barcelona un acuerdo con Gastón IV de Foix con el consentimiento de Carlos VII de Francia, por el que Juan II de Aragón cedía el derecho de sucesión al trono del Reino de Navarra a su hija Leonor I de Navarra, que se había casado con Gastón en 1436. Por este pacto desheredaba a Carlos de Viana y a Blanca II de Navarra, hijos de su primer matrimonio con Blanca I de Navarra, a los que trataba: como si hubieran muerto de muerte natural y expulsados de la casa real de Navarra, debido a su desobediencia e ingratitud,  en é también se dispuso que Juan sería rey de Navarra hasta su muerte.
El acuerdo no era el resultado deseado. La oposición creció hasta que en la Capitulación de Vilafranca del 21 de junio de 1461, Carlos de Viana de los catalanes y navarros proclamó legítimo sucesor al trono de Navarra a Juan II de Aragón. El príncipe, murió poco después, el 23 de septiembre de 1461. Tras la muerte de su hermano, Blanca de Navarra fue encarcelada en un castillo, la Torre Moncada de Orthez, donde murió en 1464.
El 19 de enero de 1479 moría Juan II y Leonor fue coronada reina el 28 de enero en Tudela, pero también falleció quince días más tarde, dejando el camino libre a Fernando el Católico.